# Reguliere Grootloge van België
De Reguliere Grootloge van België (R.G.L.B.) is een Belgische obediëntie (koepelorganisatie van vrijmetselaarsloges) die uitsluitend toegankelijk is voor mannen en werkt in de drie symbolische basisgraden van leerling, gezel en meester.De obediëntie is een confederatie van vrijmetselaarsloges, met anno 2025 62 loges en ca. 2000 leden.
De R.G.L.B. respecteert de Oude Landmerken der vrijmetselarij en arbeidt ter ere van de Opperbouwmeester van het Heelal, en behoort daarmee tot de reguliere vrijmetselarij. Zij wordt als zodanig erkend door de United Grand Lodge of England (U.G.L.E.) en andere reguliere obediënties. De individuele loges kunnen daardoor gemeenschappelijke zittingen organiseren met Belgische of buitenlandse loges die eveneens als regulier zijn erkend.

## Geschiedenis
De Reguliere Grootloge van België werd op 15 juni 1979 door negen loges opgericht als een afscheuring van de Grootloge van België toen deze niet langer als regulier werd erkend door de United Grand Lodge of England, de Grand Lodge of Scotland, de Grand Lodge of Ireland en andere belangrijke grootloges.  Deze negen loges wilden de regulariteit behouden en besloten daarom een nieuwe obediëntie op te richten, de R.G.L.B.. Deze werd vervolgens al snel als regulier erkend door de eerder genoemde grootloges. De Grootloge van België was op zijn beurt overigens ook al een afscheuring van het Grootoosten van België, toen in 1959 een vijftal vrijmetselaarsloges een eigen obediëntie hadden gevormd om als regulier te worden erkend.
Het aantal loges van de nieuwe obediëntie groeide gestaag en in 1999 werd het 20-jarig bestaan gevierd gevolgd door het 25-jarig jublieum in 2004. Op 28 november 2009 werd de dertigste verjaardag van de R.G.L.B. gevierd tijdens een studiedag in de lokalen van de Vrije Universiteit Brussel (V.U.B.) rond het thema Woorden en tekens herkennen. Opvallende spreker was dominee Guy Liagre, voorzitter van de Verenigde Protestantse Kerk in België en lid van de R.G.L.B.. De slottoespraak werd gehouden door de katholieke priester Gabriel Ringlet, voormalige vice-rector van de Université Catholique de Louvain (U.C.L.). 
Op 23 november 2019 werd het 40-jarig bestaan gevierd in de lokalen van de Koninklijke Musea voor Schone Kunsten te Brussel met voordrachten van onder andere de godsdienstwetenschapper dr. J. A. M. Snoek, gespecialiseerd in de geschiedenis en ritualistiek van de vrijmetselarij, en de filosoof Ronald Commers.

## Structuur
De Reguliere Grootloge van België is een vereniging zonder winstoogmerk. Ook aanverwante initiatieven en organisaties, evenals de meeste afzonderlijke loges hebben het statuut van een rechtspersoon. 
Het bestuur van de obediëntie wordt gevormd door:
- een Grootloge, de vergadering van de vertegenwoordigers van alle aangesloten loges die als parlement functioneert,
- een Grootcollege, de vergadering van alle voorzittend meesters van de aangesloten loges, die als uitgebreid bestuur functioneert,
- een dagelijks bestuur, bestaande uit de voornaamste bestuurders (adjunct-grootmeester, grootsecretaris, penningmeester, redenaar) wat wordt voorgezeten door de grootmeester.

## Aangesloten loges
| Nr. | Naam                                             | Zetel            | Oprichting  | Voertaal                    | Ritus                                                                   |
| --- | ------------------------------------------------ | ---------------- | ----------- | --------------------------- | ----------------------------------------------------------------------- |
| 00  | Astraea                                          | Brussel          | 2012        | Frans                       | Belgische Moderne Ritus                                                 |
| 01  | L'Union (*)                                      | Brussel          | 1962 (1742) | Frans                       | Belgische Moderne Ritus                                                 |
| 02  | Les Disciples de Salomon (*)                     | Leuven           | 1968 (1802) | Nederlands                  | Aloude en Aangenomen Schotse Ritus                                      |
| 03  | King Leopold I (*)                               | Bergen           | 1968        | Engels                      | New York Ritual                                                         |
| 04  | Chevalier Ramsay (*)                             | Brussel          | 1964        | Engels                      | California Ritual                                                       |
| 05  | L'Avenir et l'Espérance (*)                      | Charleroi        | 1972        | Frans                       | Belgische Moderne Ritus                                                 |
| 06  | De Wijngaerdenranck (*)                          | Aarschot         | 1973        | Nederlands                  | Franse Moderne Ritus                                                    |
| 07  | Les Trois Anneaux (*)                            | Brussel          | 1975        | Frans                       | Aloude en Aangenomen Schotse Ritus                                      |
| 08  | Le Marquis de Gages (*)                          | Waterloo         | 1977        | Frans                       | Franse Moderne Ritus                                                    |
| 09  | Les Trois Briques (*)                            | Waterloo         | 1979        | Frans                       | Belgische Moderne Ritus                                                 |
| 10  | Le Carré Long                                    | Charleroi        | 1979        | Frans                       | Belgische Moderne Ritus                                                 |
| 11  | La Parfaite Amitié                               | Brussel          | 1979 (1772) | Frans                       | Filosofische Schotse Ritus                                              |
| 12  | Jan van Ruysbroeck                               | Brussel          | 1979        | Nederlands                  | Belgische Moderne Ritus                                                 |
| 13  | La Fidélité                                      | Gent             | 1980 (1837) | Frans, Nederlands           | Belgische Moderne Ritus                                                 |
| 14  | Acacia                                           | Kortrijk         | 1980        | Nederlands                  | Belgische Moderne Ritus                                                 |
| 15  | De Oude Plichten                                 | Antwerpen        | 1980        | Nederlands                  | Belgische Moderne Ritus                                                 |
| 16  | François-Charles de Velbrück                     | Luik             | 1980        | Frans                       | Aloude en Aangenomen Schotse Ritus                                      |
| 17  | Le Cédre                                         | Brussel          | 1980        | Frans                       | Aloude en Aangenomen Schotse Ritus                                      |
| 18  | Geoffroi de Saint Omer                           | Brussel          | 1980        | Frans                       | Gerectificeerde Schotse Ritus                                           |
| 19  | La Constante Fidélité                            | Mechelen         | 1982 (1772) | Nederlands                  | Aloude en Aangenomen Schotse Ritus                                      |
| 20  | La Parfaite Fraternité                           | Bergen           | 1982        | Frans                       | Franse Moderne Ritus                                                    |
| 21  | In Candore                                       | Brussel          | 1983        | Frans                       | Aloude en Aangenomen Schotse Ritus                                      |
| 22  | De Eendraght 1764                                | Antwerpen        | 1985 (1764) | Nederlands                  | Gerectificeerde Schotse Ritus                                           |
| 23  | Het Gulden Vlies                                 | Vilvoorde        | 1988        | Nederlands                  | Gerectificeerde Schotse Ritus                                           |
| 24  | La Lumière des Ardennes                          | Forrieres        | 1989        | Frans                       | Belgische Moderne Ritus                                                 |
| 25  | Sambre et Meuse                                  | Namen            | 1990        | Frans                       | Belgische Moderne Ritus                                                 |
| 26  | Semper Fidelis                                   | Charleroi        | 1991        | Frans                       | Belgische Moderne Ritus                                                 |
| 27  | Fides et Amor                                    | Gent             | 1991        | Nederlands                  | Belgische Moderne Ritus                                                 |
| 28  | Sint-Jan ter Duinen                              | Koksijde         | 1991        | Nederlands                  | Franse Moderne Ritus                                                    |
| 29  | Charles de Lorraine                              | Nijvel           | 1993        | Frans                       | Franse Moderne Ritus                                                    |
| 30  | Ars Macionica (**)                               | Brussel          | 1995        | Frans, Nederlands en Engels | Belgische Moderne Ritus                                                 |
| 31  | La Parfaite Egalité                              | Brugge           | 1995 (1765) | Nederlands                  | Gerectificeerde Schotse Ritus                                           |
| 32  | Athanor                                          | Gent             | 1995        | Nederlands                  | Belgische Moderne Ritus                                                 |
| 33  | Pythagoras                                       | Antwerpen        | 1997        | Grieks                      | Aloude en Aangenomen Schotse Ritus                                      |
| 34  | De Zon                                           | Antwerpen        | 1997        | Nederlands                  | Aloude en Aangenomen Schotse Ritus                                      |
| 35  | Zur Morgenlandfahrt                              | Brussel          | 1997        | Duits                       | Ritus Großloge der Alten Freien und Angenommenen Maurer von Deutschland |
| 36  | Saint Jean Lumière de Lorraine                   | Aarlen           | 1998        | Frans                       | Belgische Moderne Ritus                                                 |
| 37  | L'Aigle de Patmos                                | Doornik          | 1998        | Frans                       | Gerectificeerde Schotse Ritus                                           |
| 38  | Les Sept Piliers                                 | Luik             | 2000        | Frans                       | Belgische Moderne Ritus                                                 |
| 39  | Euclides                                         | Gent             | 2000        | Nederlands                  | Franse Moderne Ritus                                                    |
| 40  | Sous le Voile d'Hermès                           | Brussel          | 2001        | Frans                       | Aloude en Aangenomen Schotse Ritus                                      |
| 41  | Sint-Jan aan 't Veer                             | Stokkem          | 2001        | Nederlands                  | Aloude en Aangenomen Schotse Ritus                                      |
| 42  | Iris                                             | Luik             | 2005        | Frans                       | Franse Moderne Ritus                                                    |
| 43  | De Vier Ghecroonde                               | Brugge           |             | Nederlands                  |                                                                         |
| 44  | Aurora                                           | Oudenaarde       | 2005        | Nederlands                  | Franse Moderne Ritus                                                    |
| 45  | Le Delta des Collines                            | Vloesberg        | 2005        | Frans                       | Franse Moderne Ritus                                                    |
| 46  | Les Pierres des Vernes                           | Peruwelz         | 2007        | Frans                       | Aloude en Aangenomen Schotse Ritus                                      |
| 47  | L'Éperon d'Or                                    | Namen            | 2008        | Frans                       | Gerectificeerde Schotse Ritus                                           |
| 48  | Lumière et Fraternité                            | Charleroi        | 2009        | Frans                       | Belgische Moderne Ritus                                                 |
| 49  | Sint-Jan ter Heide                               | Turnhout         | 2010        | Nederlands                  | Aloude en Aangenomen Schotse Ritus                                      |
| 50  | Spinoza                                          | Oostende         | 2010        | Nederlands                  | Aloude en Aangenomen Schotse Ritus                                      |
| 51  | Les Vrais Amis                                   | Retinne          | 2010        | Frans                       | Aloude en Aangenomen Schotse Ritus                                      |
| 52  | William Preston-Equinoxe                         | Genepien         | 2010        | Frans                       | Franse Moderne Ritus                                                    |
| 53  | De Graankorrel                                   | Hasselt          | 2011        | Nederlands                  | Franse Moderne Ritus                                                    |
| 54  | Anadolu                                          | Brussel          | 2012        | Turks                       | Turkse Ritus                                                            |
| 55  | Builders of the Silent Cities in Flanders Fields | Ploegsteert      | 2013        | Frans, Engels               | Emulation Ritus                                                         |
| 56  | Sérénité                                         | Peruwelz         | 2013        | Frans                       | Aloude en Aangenomen Schotse Ritus                                      |
| 57  | Europa                                           | Brussel          | 2014        | Frans                       | Aloude en Aangenomen Schotse Ritus                                      |
| 58  | La Discrète Impériale                            | Aalst            | 2016        | Nederlands                  | Franse Moderne Ritus                                                    |
| 59  | Athena                                           | Louvain-la-Neuve | 2017        | Frans                       | Belgische Moderne Ritus                                                 |
| 60  | Ryckevelde                                       | Damme            | 2018        | Nederlands                  | Belgische Moderne Ritus                                                 |
| 61  | Saint-Jean des Remparts                          | Binche           | 2018        | Frans                       | Gerectificeerde Schotse Ritus                                           |
| 62  | Jacob van Gobertingen                            | Tienen           | 2022        | Nederlands                  | Aloude en Aangenomen Schotse Ritus                                      |
| 63  | Saint-John the Baptist                           | Binche           | 2024        | Engels                      | Gerectificeerde Schotse Ritus                                           |

(*) Stichtende loge, overgekomen van de Grootloge van België in 1979.
(**) De R.G.L.B. beschikt over een onderzoeksloge, Ars Macionica genaamd, die op wetenschappelijke wijze studie verricht over de geschiedenis, gebruiken, beginselen en riten van de vrijmetselarij.  De vrucht van de in zijn schoot uitgevoerde opzoekingen verschijnt elk jaar in de uitgave Acta Macionica.
De loges nr. 21 In Candore (Brussel, 1985) en nr. 43 De Vier Ghecroonde (Brugge) hebben de lichten gedoofd.

## Grootmeesters
- 1979-XXXX: Charles Wagemans (loge Septentrion, Gent (G.L.B.) en loge La Fidélité, Gent (R.G.L.B.))
- XXXX-1987: René Constant (loge L'Avenir et l'Espérance, Charleroi)
- 1987-1989: Maurice Mees (Brussel)
- 1989-1989: Jacques Van de Calseyde (waarnemend) (Gent)
- 1989-1999: Louis De Bouvère (Brussel)
- 1999-2002: Paul Cosyns (Brussel)
- 2002-2005: Piet van Brabant (loge Jan van Ruysbroeck, Brussel)
- 2005-2008: Alexandre Cleven (loge La Parfaite Fraternité, Bergen)
- 2008-2014: Eli Peeters (loge De Oude Plichten, Antwerpen
- 2014-2018: Jacques François
- 2018-2024: Daniel Bauwens (loge Het Gulden Vlies, Vilvoorde)
- 2024-20xx: Benoît Jadot

## Riten en graden
De loges van de Reguliere Grootloge van België  werken uitsluitend in de drie symbolieke of basisgraden van leerling, gezel en meester. Zij zijn daarbij vrij om hun eigen maçonnieke ritus te kiezen, er wordt dan ook een groot aantal verschillende riten beoefend:
- De Franse Moderne Ritus
- De Filosofische Schotse Ritus, welke is ontstaan in Parijs in 1776. Deze ritus wordt toegepast door loge La Parfaite Amitié te Brussel.
- De Gerectificeerde Schotse Ritus
- De Belgische Moderne Ritus, een vereenvoudigde versie van de Franse Ritus met talrijke ontleningen aan de Aloude en Aangenomen Schotse Ritus[3]. Zij behoort tot het erfgoed van de Belgische vrijmetselarij uit de 19e eeuw, die zich uitermate universalistisch opstelde en wordt gekenmerkt door een eigen taalgebruik.
- De Aloude en Aangenomen Schotse Ritus
- De Emulation Ritus, welke toegepast wordt binnen de United Grand Lodge of England en een van de meest gehanteerde riten ter wereld is. Loge The Builders of the Silent Cities in Flanders Fields is de enige loge in België die deze ritus hanteert.

- de Ritus van New York  en de Ritus van Californië ook wel Workings genaamd. Zij werden vastgelegd in de Verenigde Staten in de loop van de 18e eeuw en hebben hun oud en ambachtelijk karakter behouden. De symboliek is ontleend aan het steenkappersvak en beoogt hoofdzakelijk het onderricht van een moraliteitssysteem. Beide riten zijn doordrongen van een bijbelse sfeer, geïnspireerd door het protestantisme. Zij worden toegepast door de loges King Leopold I en Chevalier Ramsay, welke initieel zijn opgericht door Amerikaans militair personeel.

- De ritus van de Großloge der Alten Freien und Angenommenen Maurer von Deutschland, een van de vijf obediënties die de Vereinigte Großlogen von Deutschland vormen. Deze ritus wordt toegepast door de Duitslalige loge Zur Morgenlandfahrt.
- De Turkse ritus, welke wordt toegepast door loge Anadolu.

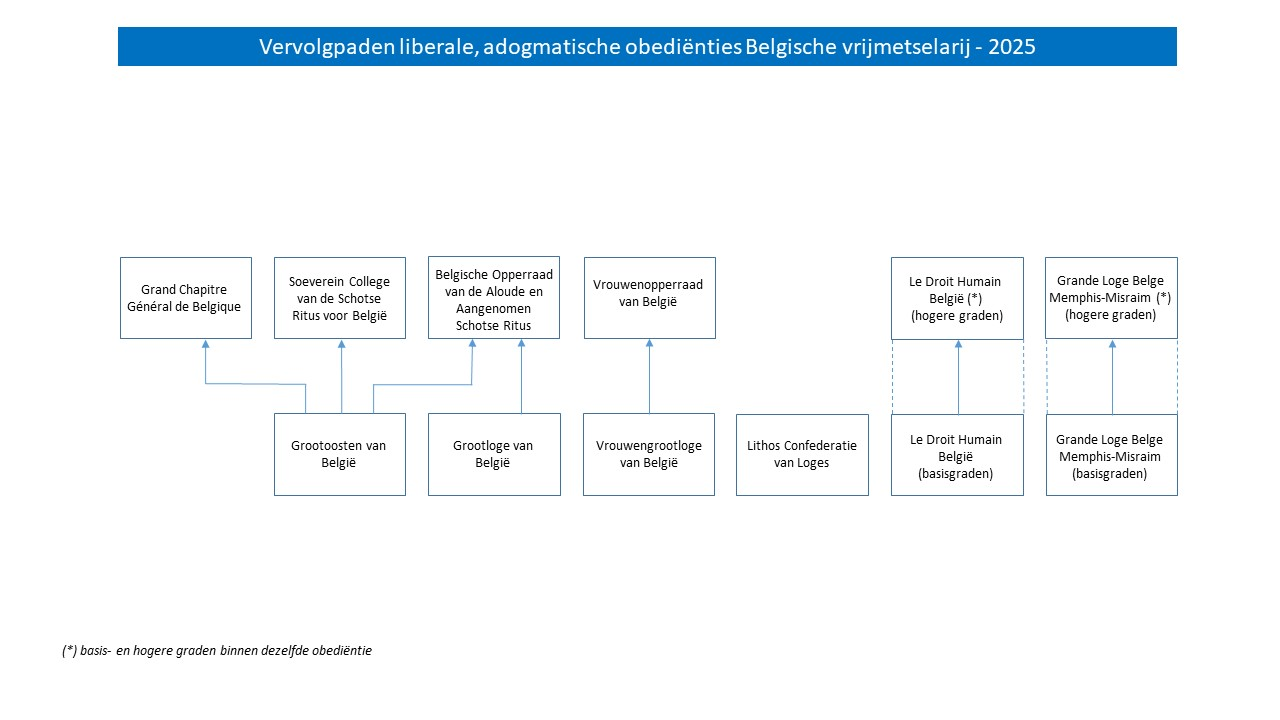
Vervolgpaden Belgische vrijmetselarij 2025

De reguliere vrijmetselarij in België kent naast de basisgraden ook hogere graden ofwel vervolgpaden voor meester vrijmetselaars. De obediënties in vervolgpaden die binnen de R.G.L.B. rekruteren zijn:
- Opperraad voor België van de Aloude en Aangenomen Schotse Ritus
- Grootkapittel van het Heilig Koninklijk Gewelf
- Orde van Merkmeesters
- Grootpriorij van België
- Royal Order of Scotland